# Saint-Paul-en-Pareds

Saint-Paul-en-Pareds este o comună în departamentul Vendée, Franța. În 2009 avea o populație de 1,177 de locuitori.